# Пролетарий (Самарская область)
Пролета́рий — посёлок в Челно-Вершинском районе Самарской области, входит в состав сельского поселения Сиделькино.

## География
Посёлок находится на расстоянии примерно 13 км (по прямой) к северо-западу от села Челно-Вершины, административного центра района.

### Часовой пояс
Посёлок Пролетарий, как и вся Самарская область, находится в часовой зоне МСК+1. Смещение применяемого времени относительно UTC составляет +4:00.

## Население
| 2010 |
| ---- |
| 4    |

### Национальный состав
Согласно результатам переписи 2002 года, в национальной структуре населения русские составляли 80 % из 10 чел.